# Política do Paraná
A Política do Paraná é a direção do território paranaense e a determinação dos poderes que compõem sua estrutura de governo. O estado do Paraná é governado por três poderes, o executivo, representado pelo governador, o legislativo, representado pela Assembleia Legislativa do Paraná, e o judiciário, representado pelo Tribunal de Justiça do Estado do Paraná e outros tribunais e juízes. Também é permitida a participação popular nas decisões do governo através de referendos e plebiscitos. A atual constituição do estado do Paraná foi promulgada em 1989, acrescida das alterações resultantes de posteriores emendas constitucionais.
O poder executivo paranaense está centralizado no governador do estado, que é eleito em sufrágio universal e voto direto e secreto, pela população para mandatos de até quatro anos de duração, e pode ser reeleito para mais um mandato. Ele é o responsável pela nomeação dos secretários de estado, que auxiliam no governo. A sede do governo estadual, o Palácio Iguaçu, foi inaugurada em 1953, em homenagem às comemorações do centenário da emancipação política do estado, sendo transferida temporariamente para o Palácio das Araucárias, desde 14 de maio de 2007 até 18 de dezembro de 2010, quando o Palácio Iguaçu voltou a abrigar a sede do governo paranaense. A residência oficial do governador do estado é a Granja do Canguiri.
Desde o começo do período republicano, assumiu pela primeira vez o governo do estado o fluminense Francisco José Cardoso Júnior, que esteve no poder entre 17 de novembro e 4 de dezembro de 1889. Foi apenas no ano de 1947 onde ocorreu a posse do primeiro governador eleito por sufrágio universal, Moisés Lupion, eleito pela segunda vez para um mandato entre 1956 e 1961. O atual chefe do executivo paranaense é Ratinho Júnior, eleito em 7 de outubro de 2018, com 59,99% dos votos válidos. O vice-governador substitui o governador caso este renuncie sua posição, seja afastado do poder ou precise afastar-se do cargo temporariamente.
O Poder Legislativo do Paraná é unicameral e exercido pela Assembleia Legislativa do Paraná, localizado no Centro Legislativo Presidente Aníbal Khury. formada por 54 deputados estaduais, eleitos de forma direta para mandatos quadrienais. Cabe à casa elaborar e votar leis fundamentais à administração e ao executivo, especialmente o orçamento estadual (conhecido como Lei de Diretrizes Orçamentárias). No Congresso Nacional, a representação paranaense é de 3 senadores e 30 deputados federais.
O poder judiciário tem a função de julgar, conforme leis criadas pelo legislativo e regras constitucionais brasileiras, sendo composto por desembargadores, além dos tribunais de júri, juizados especiais e juízes de direito, substitutos e de paz. A maior corte do Poder Judiciário paranaense é o Tribunal de Justiça do Estado do Paraná, localizado no Centro Cívico. Representações deste poder estão espalhadas pelo território estadual por meio de unidades denominadas de comarcas. De acordo com o Tribunal Superior Eleitoral, o Paraná possuía, em novembro de 2018, 7 966 550 eleitores, representando 5,413% do eleitorado brasileiro, o sexto maior do país.
O Paraná está dividido em 399 municípios. O mais populoso deles é a capital, Curitiba, com 1,8 milhão de habitantes, sendo o município mais rico do estado e da Região Sul do Brasil. Sua região metropolitana possui aproximadamente 3,6 milhões de habitantes, com pouco mais de um terço da população do estado.

## Símbolos estaduais
Os símbolos do estado do Paraná são: a bandeira, o brasão e o hino.

### Bandeira

Bandeira do Paraná.

A bandeira do Paraná é um dos símbolos oficiais do estado, ao lado do brasão e do hino e foi oficializada por força do decreto estadual nº 8, de 9 de janeiro de 1892, data da emancipação política do município de Piraquara, e tinha em seu centro o emblema, que foi oficialmente usado até 1905. O projeto foi apresentado pelo cidadão Manuel Correia de Freitas numa sessão da Assembleia Legislativa do Paraná de 3 de julho de 1891 e o desenho foi executado pelo artista Paulo de Assunção.
Aprovada pelo decreto-lei estadual nº 2.457, de 31 de março de 1947, é composta de um retângulo verde cortado por uma faixa diagonal branca, que descende da esquerda para a direita. Sobre a faixa, no centro, aparece em azul, a esfera do Cruzeiro do Sul. Corta a esfera, uma faixa branca com a inscrição "Paraná", em maiúsculas de verde. Circundam a esfera, pelo lado direito, um ramo de pinheiro, e pelo esquerdo, um ramo de erva-mate.

### Brasão

Brasão de 1947, restaurado pelo Decreto-Lei n.º 5.713, de 27 de maio de 2002.

Alfredo Emílio Andersen executou projeto para o Brasão de Armas do Estado do Paraná, desenho que se encontra anexado a Lei nº 904 de 21 de março de 1910. O brasão foi modificado várias vezes, porém a figura do ceifador, idealizado por Andersen, continuou presente até a última alteração, em 1990. Já o atual brasão foi estabelecido na mesma data da bandeira, 31 de março de 1947, e restabelecido pelo Decreto-lei nº 5.713, de 27 de maio de 2002, após a decisão de inconstitucionalidade pelo Supremo Tribunal Federal da Lei Complementar n.º 52, de 24 de setembro de 1990.
Formam o Brasão de Armas paranaense um escudo português apresentando um campo vermelho, cor das terras férteis setentrionais do estado, onde a figura de um lavrador cultiva o solo. Acima deste um sol nascente, que simboliza a liberdade, e três picos simbolizando a grandeza, a sabedoria, e a nobreza do povo, bem como, os três planaltos paranaenses: o Oriental ou de Curitiba; o Central ou dos Campos Gerais; o Ocidental ou de Guarapuava.
Servindo como suporte para o brasão, estão dois ramos verdes. À direita, o pinheiro-do-paraná (Araucaria angustifolia) e à esquerda, a erva-mate (Ilex paraguariensis).
No brasão aparece como timbre a figura de uma harpia (Harpia harpyja) que encontrou no estado condições para se reproduzir naturalmente, estando hoje em via de extinção.

### Hino
O hino do Estado do Paraná foi criado no ano de 1903. Tem como autores Domingos Nascimento (Guaraqueçaba, 31 de maio de 1863 - Curitiba, 30 de setembro de 1905), compondo a letra, e Bento Mossurunga (Castro, 6 de maio de 1879 - Curitiba, 23 de outubro de 1970), responsável pela (música). O hino foi oficializado pelo decreto-lei estadual nº 2.457, de 31 de março de 1947.
Letra
Entre os astros do Cruzeiro,
És o mais belo a fulgir
Paraná! Serás luzeiro!
Avante! Para o porvir! >>>
Estribilho do Hino do Estado do Paraná.